# Julius von Schlosser
Julius von Schlosser, född 23 september 1866 i Wien, död där 1 december 1938, var en  österrikisk konsthistoriker. 
Julius von Schlosser publicerade Die Kunstliteratur 1924, en kritisk sammanställning av konstnärsbiografier från renässansen till 1700-talet. Med detta verk blev Julius von Schlosser stilbildande för en rad konsthistoriker.